# Траянка Йовчевска
Траянка Йовчевска (на македонска литературна норма: Трајанка Јовчевска) е археоложка от Република Македония, старши кустос във Велешкия музей. Известна е с откритието си на музикален инструмент, подобен на окарината, на повече от шест хиляди години, намерена в археологическия обект Мрамор край Чашка.

## Биография
Родена е на 16 януари 1959 година в прилепското село Никодин, тогава във Федерална Югославия, днес в Северна Македония. Учи във Философския факултет на университета в Скопие, където в 1982 година завършва история на изкуството и арехология. Работи като старши кустос в Народния музей във Велес. Дългогодишна членка е на Македонското археологическо научно дружество.
Авторка е на значими трудове върху енеолитски обекти, сред които „Кале“ и некропола от късната бронзова и желязна епоха „Манастир“, както и на много други изследвания.
След кратко боледуване умира на 21 януари 2013 година във Велес.